# 多克里 (密西西比州)
多克里（英語：Dockery）是位於美國密西西比州森弗勞爾縣的非建制地區。

## 歷史
多克里的郵局於1900年設立，其後於1934年停運。

## 地理
多克里所處的海拔為高於海平面41米（即135英呎），而該地所採用的時區為UTC-6，即北美中部時區（CST）。同時該地設有夏令時間，為UTC-6調快一小時，即UTC-5（CDT）。